# Виниче
Виниче (на македонска литературна норма: Виниче) е село в община Гази Баба на Северна Македония.

## География
Селото е разположено в областта Църногория, североизточно от Скопие в подножието на Скопска Църна гора, на един километър източно от село Црешево.

## История
В XIX век Виниче е село в Скопска каза на Османската империя. Според статистиката на Васил Кънчов („Македония. Етнография и статистика“) към 1900 година във Виниче живеят 65 българи християни.
Църквата „Свети Илия“ е от началото на XX век.
След Междусъюзническата война в 1913 година селото влиза в границите на Сърбия.
На етническата си карта от 1927 година Леонард Шулце Йена показва Винче (Vinče) като село с неясен етнически състав.
Селото е закрито, но в 2014 година е възстановено със закон.

## Личности
Родени във Виниче
- Петър Кръстев (около 1880 - 1970), български революционер, деец на ВМОРО и ВМРО